# 湿地黄耆
湿地黄耆（学名：Astragalus uliginosus）是豆科黄芪属的植物。分布在蒙古、西伯利亚、朝鲜以及中国大陆的内蒙古、东北等地，生长于海拔100米至1,000米的地区，见于林下湿过早地及沼泽地带，目前尚未由人工引种栽培。